# Cryptonanus ignitus
La marmosa grácil de vientre rojo o comadrejita de vientre rojo (Cryptonanus ignitus) era una especie de marsupial didelfimorfo de la familia Didelphidae, endémica de la provincia de Jujuy en Argentina.

## Extinción
Su extinción se debe a la destrucción de los bosques donde habitaba. El último ejemplar fue visto en el año 1962.
Un gran porcentaje del hábitat donde este espécimen se encontraba fue transformado en zona agrícola e industrial y a pesar de las búsquedas en las últimas décadas de esta especie, no se ha logrado encontrar ningún espécimen.